# Monte Tisiddu
Il monte Tisiddu è una montagna situata in comune di Ulassai, in Sardegna; si tratta di un tacco, una formazione montuosa comune nella subregione barbaricina dell'Ogliastra.

## Caratteristiche

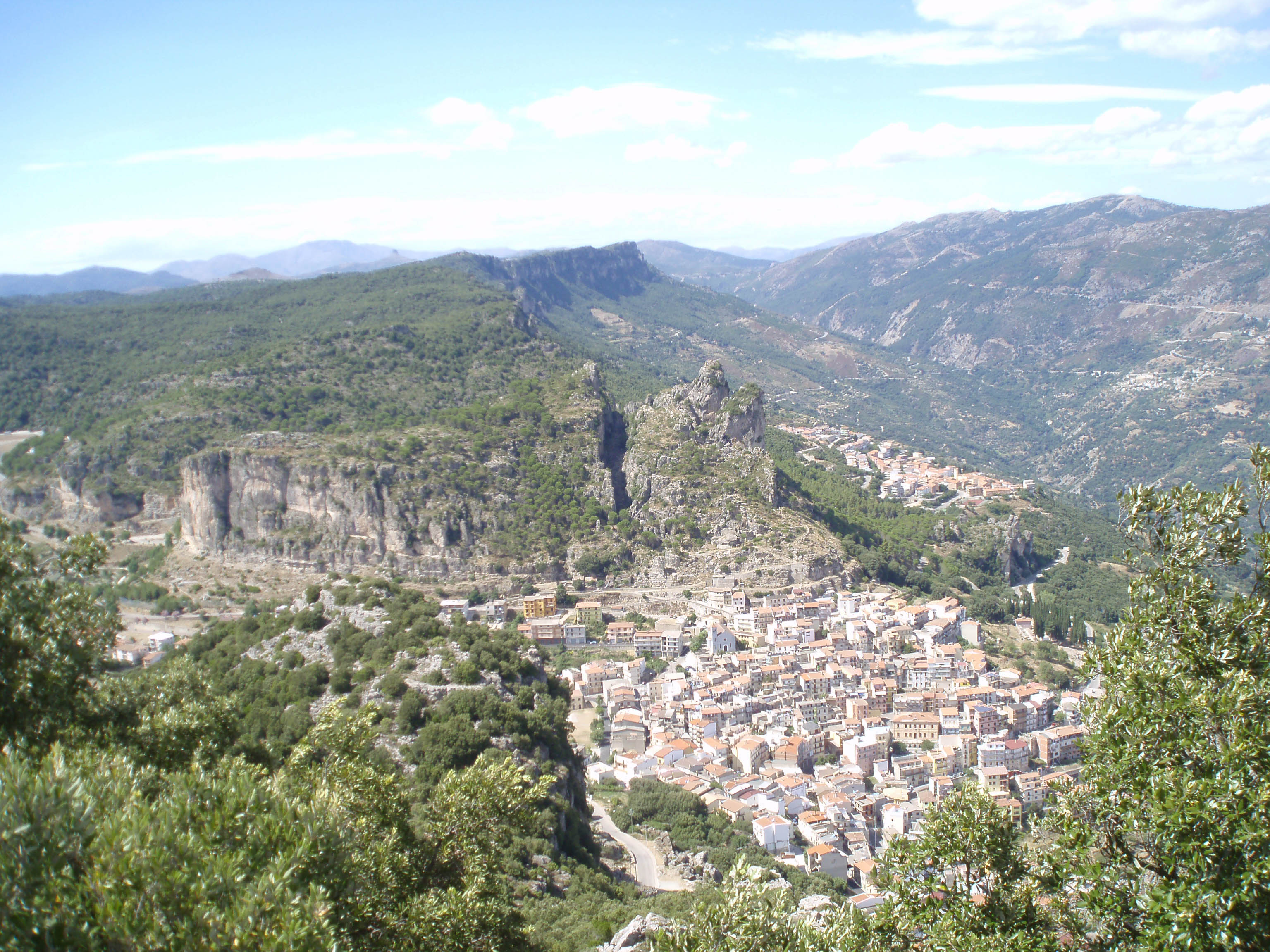
Ulassai visto dal Bruncu Matzeu.

Altopiano di forma ovaleggiante esteso per quasi due chilometri quadrati, il monte Tisiddu è circondato da pareti di roccia molto alte da quasi tutti i lati; l'accesso alla sommità è possibile solo in pochi punti, attraversati da ripidi sentieri. L'altopiano centrale presenta un aspetto tormentato, con profondi avvallamenti endoreici, ed è interamente ricoperto da una fitta foresta mediterranea sempreverde dominata dal leccio. Lungo i bordi dell'altopiano emergono diverse cime rocciose, fra le quali la più elevata è il Bruncu Matzeu, situato sul vertice nordorientale del tacco, che raggiunge i 957 metri di elevazione, a sud del paese di Ulassai; la cima situata sul vertice opposto del tacco rispetto al Matzeu è nota come Bruncu Su Casteddu e raggiunge gli 882 metri sul livello del mare.
La cima del Bruncu Matzeu è raggiungibile da un sentiero relativamente facile da seguire, sebbene a tratti sia molto ripido, che dalla periferia meridionale del paese si insinua attraverso i crepacci e gli strapiombi, dividendosi in più punti, le cui destinazioni sono comunque indicate da appositi cartelli lungo il sentiero stesso. Dalla cima è possibile osservare la quasi totalità dei tacchi dell'Ogliastra, il massiccio del Gennargentu e, sull'orizzonte in direzione sud, oltre i tacchi di Jerzu, i monti di Cagliari e la regione del parco dei Sette Fratelli - Monte Genis.

## Geologia

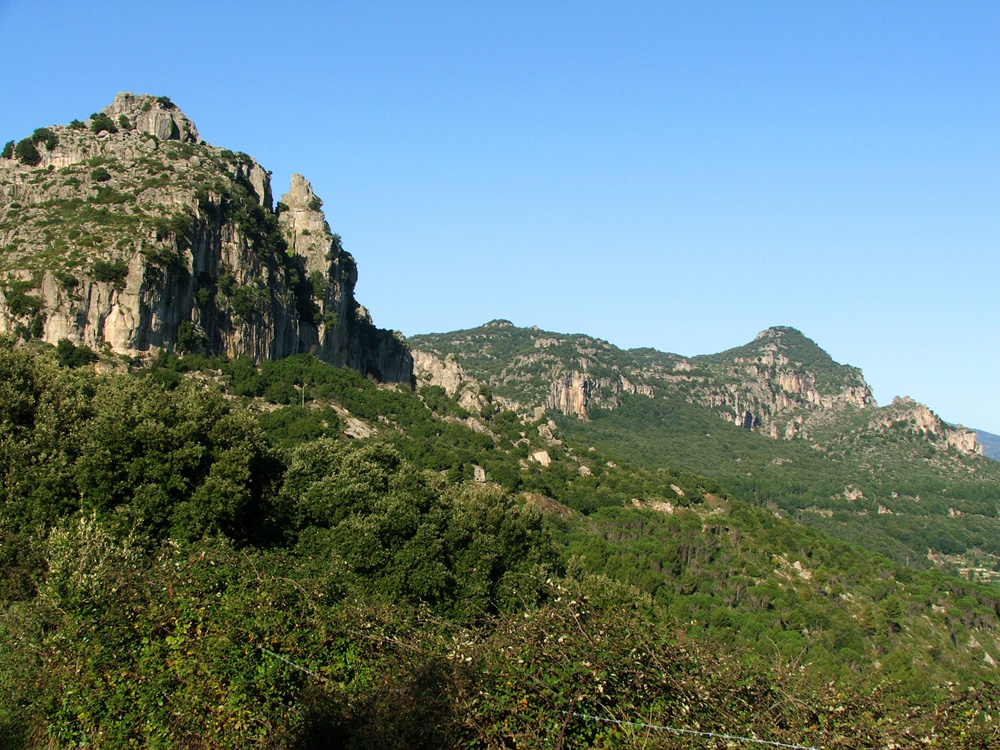
Il monte Tisiddu con la punta Matzeu (sullo sfondo), visti dalla provinciale Jerzu-Perdasdefogu. Il tacco in primo piano a sinistra è il Troiscu.

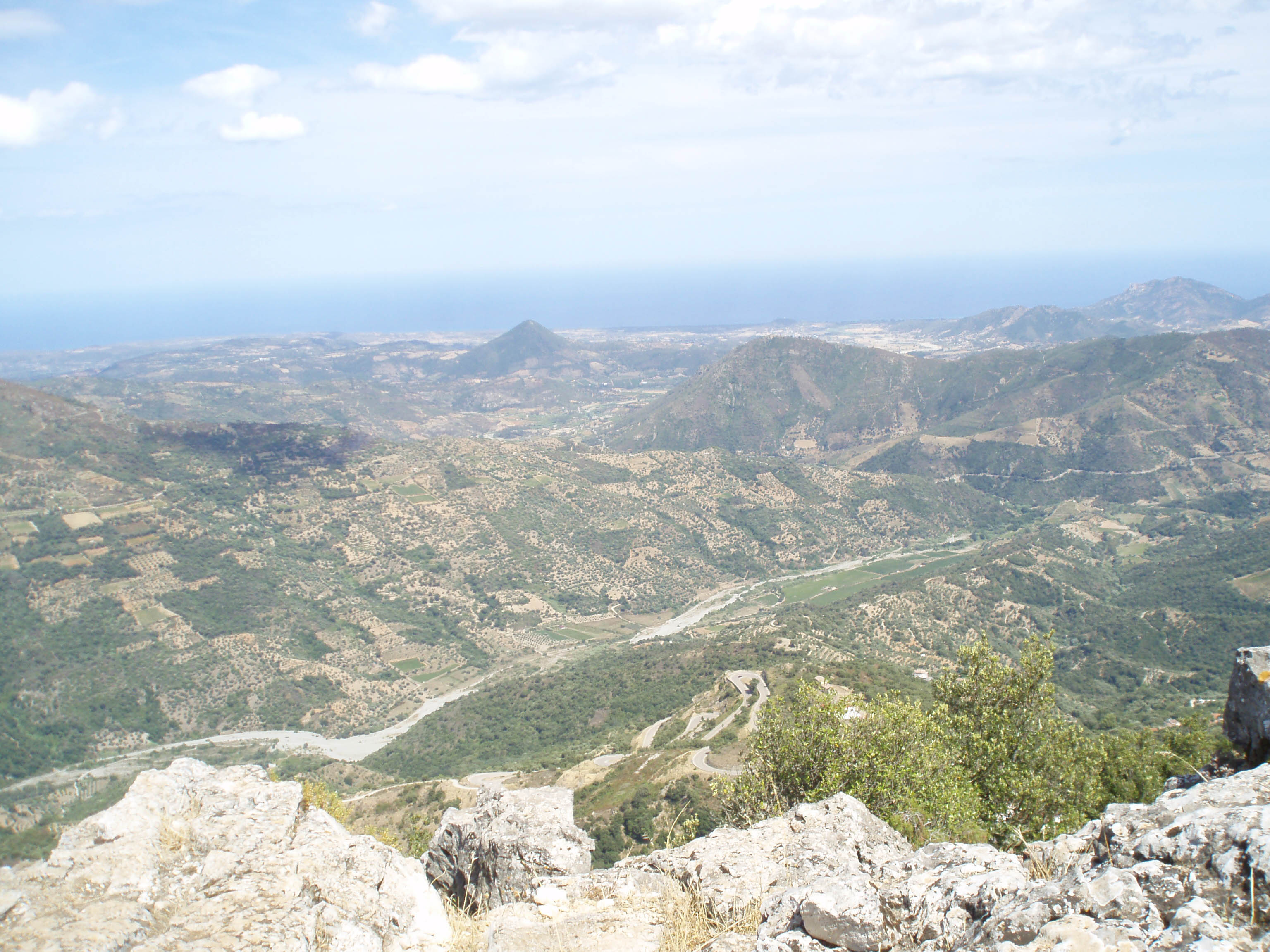
Panorama dell'Ogliastra dal Bruncu Matzeu.

Il monte Tisiddu, come tutti i tacchi circostanti, si è formato dall'erosione degli strati carbonatici sedimentatisi durante il Mesozoico (in particolare durante il Giurassico medio) ad opera degli agenti atmosferici e specialmente dell'acqua, creando spaccature, avvallamenti e doline; queste rocce, per la maggior parte dolomie, poggiano su un precedente strato metamorfico costituito anch'esso da depositi di piattaforma, con alternanze di metarenarie, quarziti e filladi, di datazione incerta ma tendenzialmente attribuiti al periodo compreso fra l'inizio dell'Ordoviciano e l'inizio del Carbonifero, deformate dall'orogenesi ercinica.
Nel versante meridionale del tacco affiora limitatamente una piccola successione di conglomerati e argilliti risalenti al Lias, sfruttata in passato a causa della presenza di esigue quantità di ferro.
Sul tacco sono presenti diversi fenomeni carsici, come è testimoniato dalla presenza di alcune grotte, le più notevoli delle quali sono la  grotta Matzeu, situata sul fianco meridionale del Bruncu Matzeu, la  grotta Basoccu, sul bordo occidentale del tacco, la "Grotta s'Anterassas" a sud e la "Grotta de ir Janas" a ovest.